# Маріама Ба
Маріама Ба (фр. Mariama Bâ; нар. 17 квітня 1929 , Дакар  — пом. 17 серпня 1981 , Дакар ) — сенегальська письменниця і феміністка. Активно відстоювала права жінок, зокрема, виступала за жіночу освіту. Писала статті для місцевих газет, виступала з промовами.

## Життєпис
Народилася в забезпеченій сенегальській сім'ї. Її батько був державним службовцем й став пізніше одним із перших міністрів охорони здоров'я Сенегалу (1956). Її дідусь при французькому колоніальному режимі був перекладачем. Після смерті матері Маріама виховувалася в мусульманських традиціях бабусею і дідусем. Закінчила Французьку школу, вивчала Коран. Випускниця вчительського інституту в Рюфіску (1947).
З 1947 по 1959 працювала шкільною вчителькою.
Одружилася з представником сенегальського парламенту. Розлучилася з ним, залишившись з дев'ятьма дітьми під опікою.
Померла від раку в 1981 році.

## Творчість
Писала французькою. Авторка романів: «Такий довгий лист» (1979, включений в список 12 кращих африканських книг XX століття) і «Червона пісня» (опублікований в 1982). 
У центрі її творчості — проблема жіночої емансипації та несприятливе становище жінок в цілому і особливо одружених жінок у новому африканському суспільстві.
У 1980 році нагороджена премією Нома.

## Вибрані твори
- So Long a Letter (1979),
- La fonction politique des littératures Africaines écrites (1981)
- Scarlet Songs (1982),